# 瘤枝微花藤
瘤枝微花藤（学名：Iodes seguinii）为茶茱萸科微花藤属下的一个种。

## 扩展阅读
- 維基物種上的相關：瘤枝微花藤